# Наукова поезія
Наукова поезія — розроблена в кінці XIX століття теорія французького поета Рене Ґіля, згідно з якою поетичне мистецтво сьогодення і майбутнього має більшою мірою спиратися на раціональні засади і тісніше взаємодіяти з науковим світоглядом (аналог експериментального роману Золя).
У тих чи інших формах, відзначав Ґіль, ідеал взаємодії поезії і позитивного знання реалізовувався і раніше: зокрема, до цього ідеалу були близькі праці Лукреція, поезія Гете і Шеллі.

Рене Аркос зараховував до предтеч «наукової поезії» і ряд інших авторів, від Емпедокла і Парменіда до Еміля Верхарна.